# Р119 (Росія)
Автошлях Р119 (рос. Автодорога Р119) — магістральна дорога федерального значення в Росії довжиною 395 км. Сполучає адміністративні центри Орловської, Липецької і Тамбовської областей центральної Росії.
Р119 — поперечне сполучення із заходу на схід між федеральними магістральними дорогами М2 Крим, М4 Дон і Р22 Каспій (колишня М6), що веде з Москви на південь Росії. Починається в Орлі, де траса М2, яка оминає місто зі сходу, також з'єднується з трасою R92 на Калугу та R120 на Брянськ і Смоленськ, і проходить повз кілька районних адміністративних центрів у східній частині області, включаючи м. м.Лівни. У Липецькій області дорога проходить через три найбільші міста області Липецьк, Єлець і Грязі. В області перетинає Дон і його великі притоки Бистру Сосну і Воронеж. Зрештою R119 досягає R22 приблизно на 15 км на захід від Тамбова, де також є сполучення з R193 на Воронеж і R208 на Пензу.
Р119 асфальтована по всій довжині і в основному двосмугова, в районі більших міст по своєму руслу (таких як Орел, Єлець, Липецьк) чотирисмугова. Більшість великих міст об’їжджають по кільцевих дорогах.